# Nengonengo
Nengonengo ist ein Atoll des Tuamotu-Archipels in Französisch-Polynesien. Es liegt 42 Kilometer südöstlich von Ravahere. Die Glockenform des Atolls erreicht eine Ausdehnung von 13 Kilometer Länge und 8 Kilometer Breite. Die Lagune des Atolls hat keinen schiffbaren Zugang zum Meer. Administrativ gehört Nengonengo zur Gemeinde Hao.

## Geschichte
Das Atoll wurde 1767 Samuel Wallis erstmals gesichtet. Er gab dem Atoll den Namen Prince William Henry Island. Als Nächstes besuchte am 25. April 1823 Louis Isidore Duperrey an Bord des Schiffes La Coquille das Atoll und gab ihm den Namen Île Lostange. Später wurde Nengonengo von Frederick Beechey am 27. Februar 1826 unter Verwendung beider Namen erwähnt.
Ein kleines Flugfeld wurde 1993 eröffnet. Es gehört dem Unternehmen des internationalen Perlenhändlers Robert Wan.